# تأثير ستروب العددي

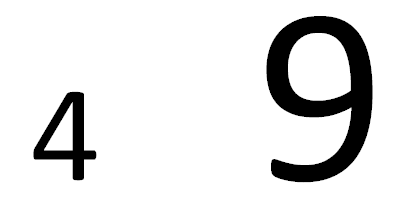

في علم النفس، يبيّن تأثير ستروب العددي (المرتبط بتأثير ستروب العادي) العلاقة القائمة بين القيم العددية والأحجام المادية. يمكن أن تبدو الأرقام كبيرة أو صغيرة في حجمها المادي عند عرضها بصورة بصرية، وذلك بصرف النظر عن قيمتها الفعلية. هناك ما يسمّى بالأزواج المتوافقة، أي عند توافق الحجم والقيمة (على سبيل المثال، عرض رقم 5 بحجم كبير ورقم 3 بحجم صغير). أمّا ما يُسمّى بالأزواج غير المتوافقة، فهي عدم توافق الحجم والقيمة (على سبيل المثال، عرض رقم 3 بحجم كبير ورقم 5 بحجم صغير). تبيّن أن الأشخاص يميلون إلى التفكير لوقت أطول عندما يُطلب منهم مقارنة الأرقام في حالة الأزواج غير المتوافقة. يُطلق على الفارق الزمني في الاستجابة بين حالات الأزواج المتوافقة والأزواج غير المتوافقة اسم تأثير ستروب العددي (أو تأثير عدم التوافق الحجمي).
يكمل المشاركون في تجربة ستروب العددية مهمّةً متمثّلةً في تقدير الحجم المادي أو العددي ضمن مجموعات منفصلة. يستجيب المشاركون للقيم في المهمّات العددية، بينما يتجاهلون الأحجام المادية. أمّا في المهام المادّية، يستجيب المشاركون للأحجام ويتجاهلون القيم. يمكن إضافة أزواج محايدة إلى المهمة الأساسية أيضًا. يختلف الرقمان في بعد واحد فقط في حالة الأزواج المحايدة (على سبيل المثال، أن يكون زوج الرقمين 5 و3 في المهمة العددية، والرقم 3 بحجم كبير والرقم 3 بحجم صغير في المهمة المادية). تسهّل الأزواج المحايدة عملية القياس (على سبيل المثال، الفارق الزمني في الاستجابة بين الأزواج المحايدة والأزواج المتوافقة)، والتداخل (على سبيل المثال، الفارق الزمني في الاستجابة بين الأزواج غير المتوافقة والأزواج المحايدة).

## التجارب الأصلية
طلب كل من بينسر وكولثهرت (1979) من المشاركين مقارنة القيم وتجاهل أحجام الأرقام (أي المهمّة العددية). ذكر القائمون على التجربة أن الأحجام العرضية أثرّت على تباطؤ الاستجابة في حالة الأحجام غير المتوافقة مع القيم. لم يبحث هينيك وتزيلجوف (1982) في المهمّات العددية وحسب، بل في المهمات المادية أيضًا؛ عثروا على تأثير ستروب العددي في كلتي المهمّتين. علاوةً على ذلك، تبيّن أن الاستجابة كانت أسرع في حالة البعدين المتوافقين (بالنسبة للتجارب المحايدة)، وكانت أبطأ في حالة البعدين غير المتوافقين (بالنسبة للتجارب المحايدة).

## النتائج التجريبية
يُعتبر تأثير ستروب الأصلي غير متماثل، إذ تتباطأ استجابات اللون عن طريق الكلمات العرضية على الرغم من عدم تأثر استجابة قراءة الكلمات بالألوان العرضية. يُعتبر تأثير ستروب العددي متماثلًا بخلاف تأثير ستروب الأصلي، إذ تؤثّر الأحجام العرضية على مقارنات القيم وتؤثّر القيم العرضية على مقارنات الأحجام. أسفر هذا التأثير الأخير عن الاقتراح المتمثّل بمعالجة القيم تلقائيًا، لأن هذا الأمر لا يحدث إلا عندما تكون الاستجابة للقيم أبطأ بكثير من الاستجابة للأحجام. علاوةً على ذلك، تعتمد قيم المعالجة على الإلمام بالنظام الرمزي العددي. وبناءً على ذلك، قد يتأثر الأطفال الصغار بالتأثير الحجمي في المقارنات العددية وليس في التأثير القيمي في مقارنات الحجم المادي.

## التشريح العصبي

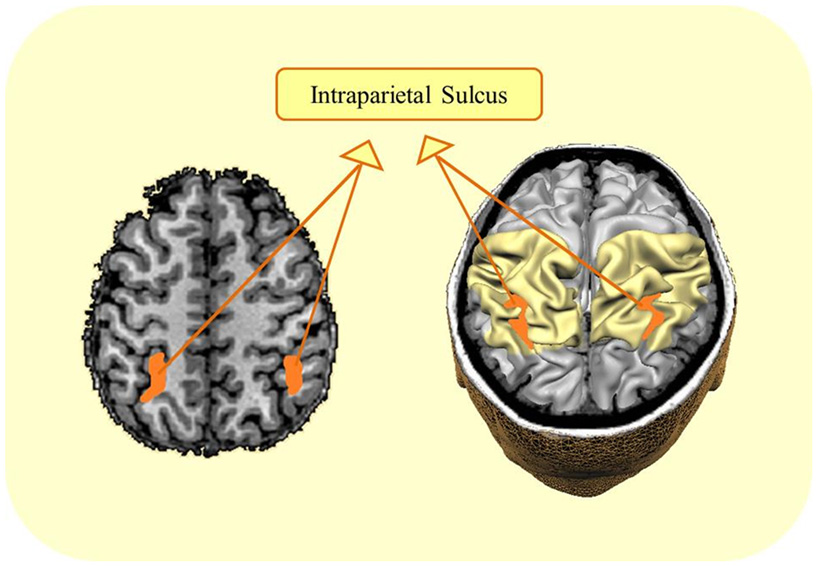
التلفيف بين الجداريين (Intraparietal Sulcus) هو منطقة دماغية تنشط عند حدوث ما يُعرف بتأثير ستروب العددي (Numerical Stroop Effect).

حدّدت دراسات التصوير بالرنين المغناطيسي الوظيفي (إف. إم. آر. أي) مناطق الدماغ المعنية بتأثير ستروب العددي. بيّنت أكثر النتائج اتّساقًا لهذه الدراسة أن القشرة الجدارية هي أكثر مناطق الدماغ ارتباطًا بتأثير ستروب العددي، إذ يزداد نشاطها في التجارب غير المتوافقة مقارنةً مع التجارب المتوافقة. تبيّن أن الفصوص الجدارية الثنائية هي المناطق الوحيدة المعنية في عمليتي التسهيل والتدخل، وذلك في الحالة المحايدة.
أشارت دراسات تخطيط أمواج الدماغ (إي. إي. جي) إلى أن السعة أو الكمون للموجة بّي. 300 تُعدّل بصفتها دالة لتأثير التوافق، ما يعني أنه يمكن ملاحظة الفرق بين سعة الحالة المتوافقة وغير المتوافقة بعد 300 مللي ثانية من عرض الأرقام. إضافةً إلى ذلك، تدعم الدراسات السلوكية والفسيولوجية والحسابية (حتّى وإن لم يكن بالإجماع) الرأي القائل بأنّه يمكن ملاحظة الاختلاف ما بين الحالة المتوافقة وغير المتوافقة حتّى في مستوى الاستجابة، وأنّ هذا الاختلاف معتمد على مرحلة نمو المشارك في التجربة.
تتيح الدراسات المذكورة أعلاه استنتاج الترابط العصبي لتأثير ستروب العددي. ومع ذلك، لا تتيح هذه الدراسات استنتاج ما إذا كانت وظيفة الفص الجداري ضرورية لتحقيق هذا الغرض. تسمح دراسات تحفيز الدماغ -التي تستخدم تقنيات مثل التحفيز المغناطيسي للدماغ أو التنبيه باستخدام تيار مباشر عبر القحف- بتعديل وظيفة الفص الجداري واستنتاج ماهية دورها. اقترحت هذه الدراسات أن الفص الجداري الأيمن –على وجه الخصوص- ضروري في تأثير ستروب العددي، على الرغم من أنّ تحفيز الفص الجداري الأيمن قد يؤثر على مناطق مترابطة أخرى في الدماغ. علاوةً على ذلك، تبيّن أن الفصّ الجداري الأيسر معني في تأثير ستروب العددي، وذلك بعد العمل مع الأشخاص المصابين برهاب الحساب المكتسب. يتقلّص مستوى هذا التأثير عادةً في حالات التلف الدماغي في التلم البطيني الأيسر.